# Recreo de las Cadenas
El Recreo de las Cadenas, más tarde conocido como el Palacio de Abrantes, es un palacio situado en Jerez de la Frontera, (Andalucía, España). Referente de la arquitectura palaciega decimonónica jerezana y andaluza, está en trámite su protección como Bien de Interés Cultural. Actualmente es sede de la Real Escuela Andaluza del Arte Ecuestre.

## Descripción
Construido en el siglo XIX, de estilo ecléctico, es atribuido al arquitecto francés Charles Garnier (autor de la Ópera de París y el Casino de Montecarlo), si bien existe otra teoría que defiende la autoría del también arquitecto francés Samuel Revel.
Su estilo es característico de la arquitectura ecléctica del siglo XIX. Fue construido a las afueras de Jerez, en el Camino de Lebrija, aunque desde hace muchos años el crecimiento de la ciudad lo absorbió
Posee dos fachadas, la oriental que imita las características del barroco monumental y clasicista francés, el llamado estilo II Imperio, y la occidental, donde tiene más influencia el neoclásico.
El jardín botánico poseyó en su momento frutales, gran diversidad de flores, lagos, estanques, fuentes, grutas, puentes de hierro que atravesaban las aguas y animales exóticos. Actualmente, cuenta con amplios jardines con árboles de las Indias y una fuente central iluminada.
El palacio fue encargado por el empresario vinatero de origen francés Julián Pemartín y Laborde (1861-1868), abuelo de José María Pemán, por lo que el escudo de su familia corona la reja de la puerta de entrada. Posteriormente fue adquirido por los duques de Abrantes —Carmen de Carvajal y Alcázar, XII duquesa, y Francisco de Borja Zuleta de Reales, XXI conde de Belalcázar—, de quienes tomó el nombre el edificio.
En su interior aloja una capilla que fue usada por la considerable comunidad protestante de Jerez, principalmente ligada al comercio de vino en el siglo XIX.

## Galería

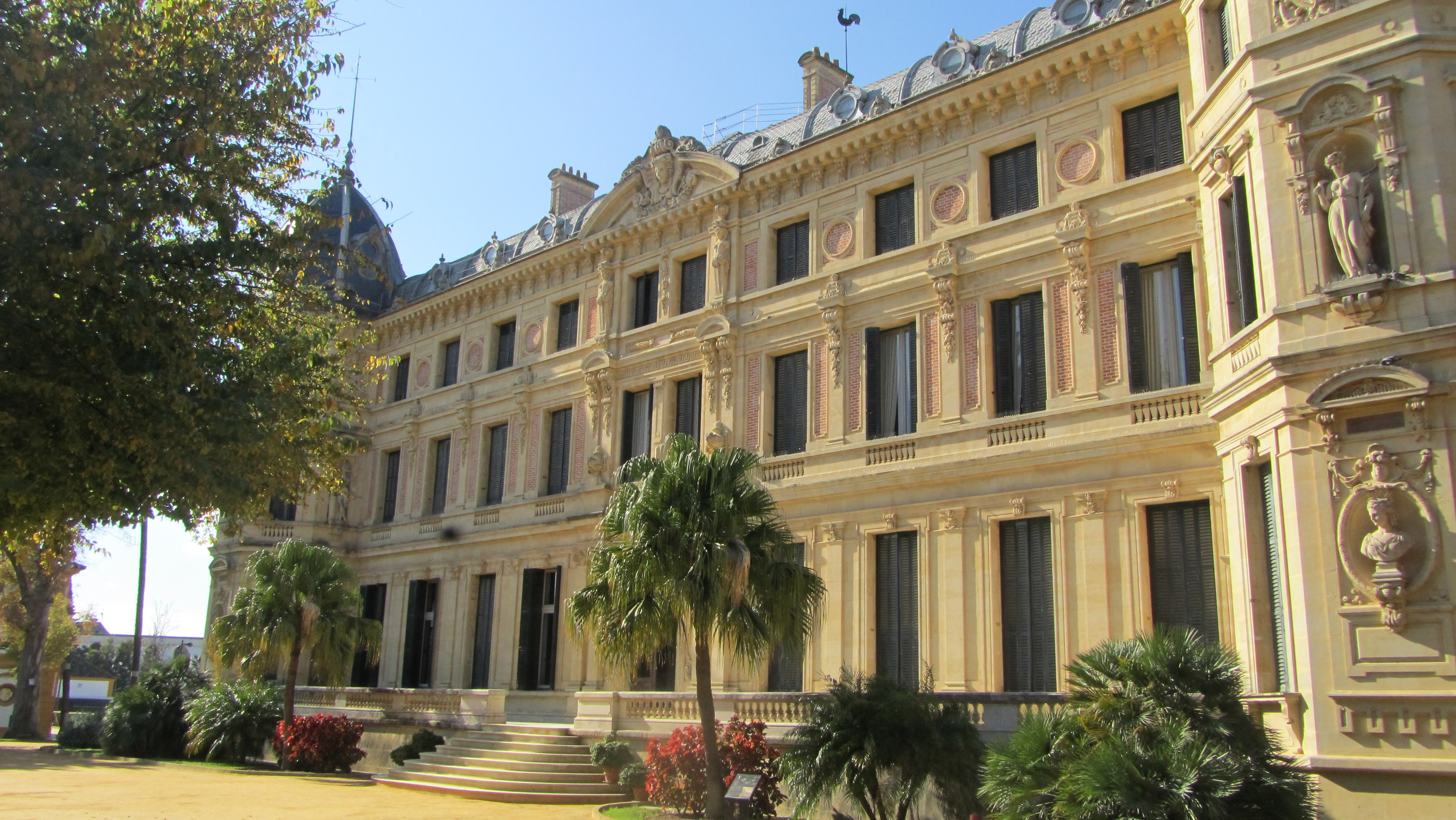
Fachada del palacio
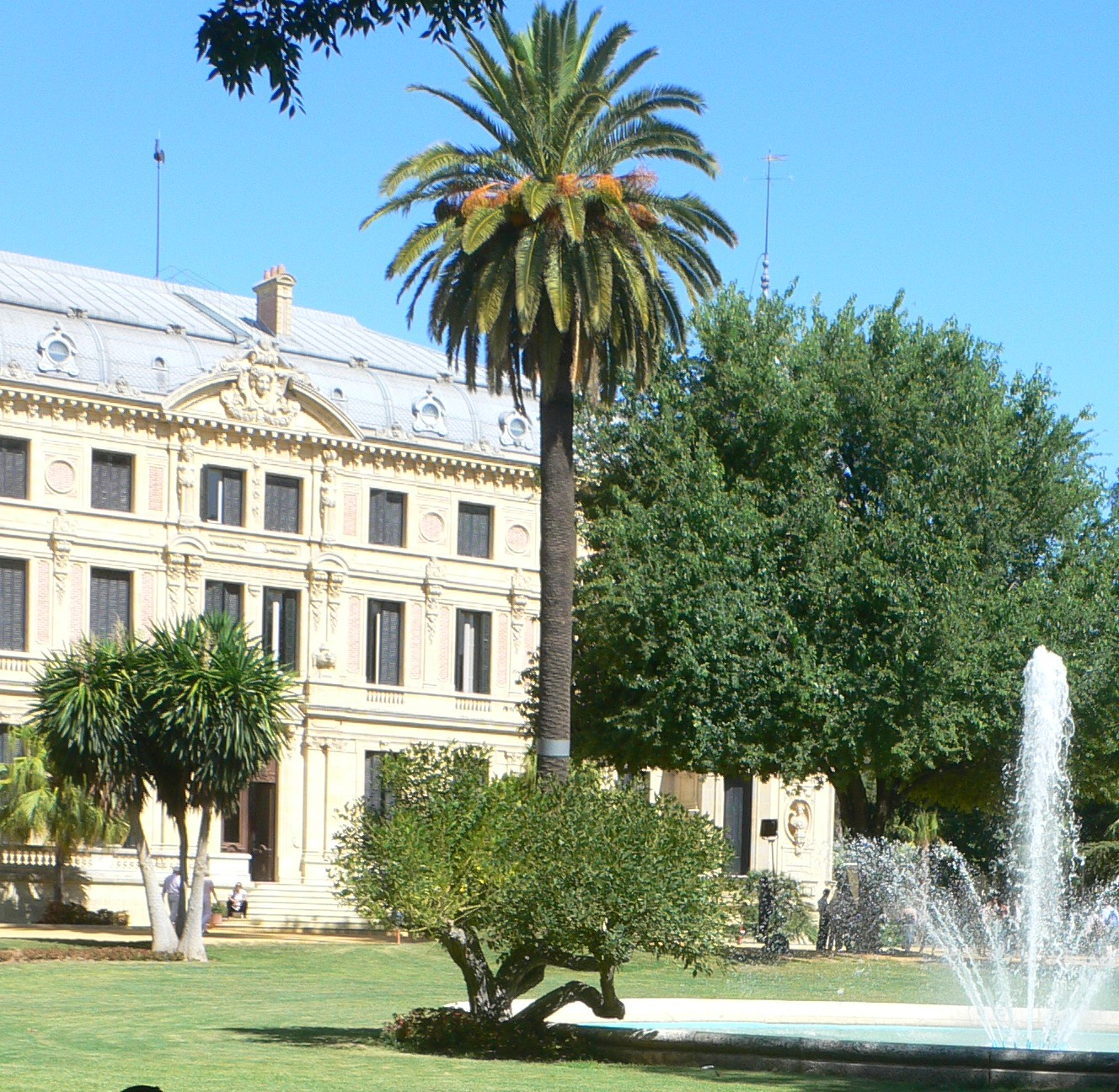
Jardines del palacio
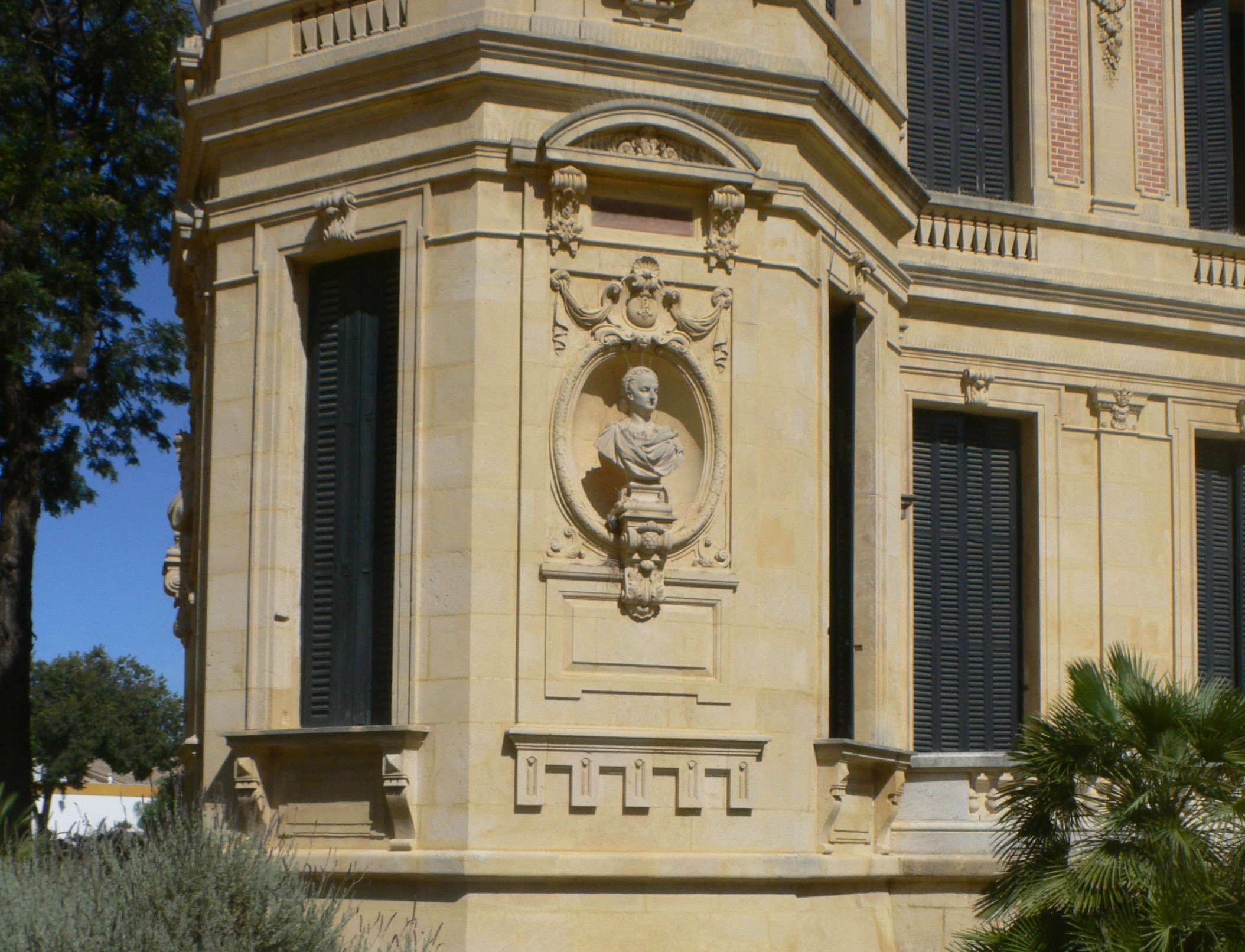
Detalle de una torre
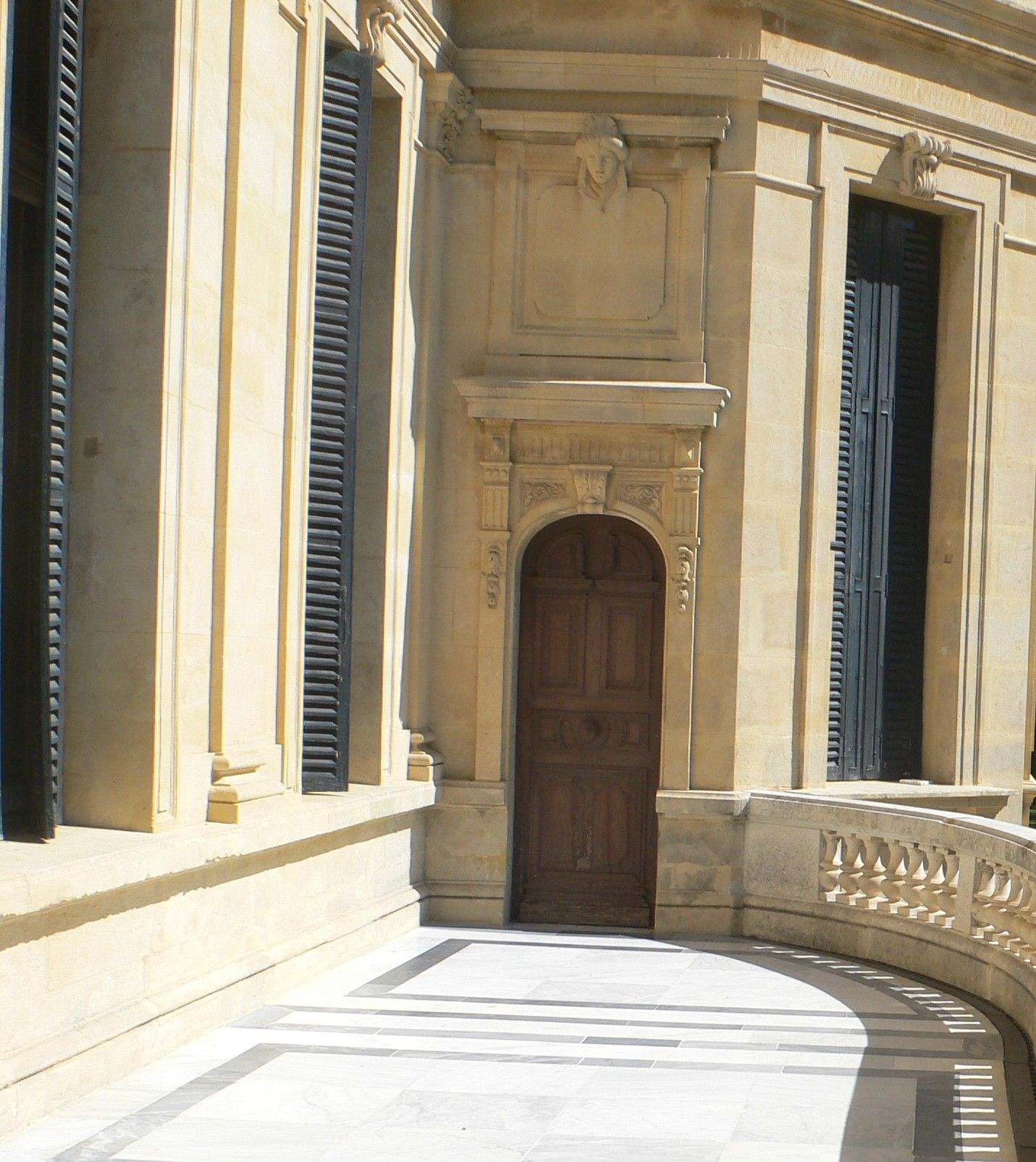
Entrada a una torre